# 单毓华故居
单毓华故居是江苏省泰州市一处两层砖木结构建筑，位于海陵区东进西路109号，建于1921年，为现代法学家单毓华（1883—1955）的故居。1995年捐赠给泰州大浦小学。。2019年3月20日，单毓华故居公布为第八批江苏省文物保护单位。